# Friedrich Tessmann
Friedrich von Tessmann (Appiano sulla Strada del Vino, 15 febbraio 1894 – Bolzano, 23 giugno 1958) è stato un politico, giurista e storico italiano, altoatesino di madrelingua tedesca.
Il suo nome è legato al lascito bibliotecario che ha dato vita alla Biblioteca provinciale di Bolzano.

## Biografia
Nacque nel castello di famiglia, Castel Corba, a Missiano (Missian), oggi frazione del comune di Appiano sulla Strada del Vino.
Dapprima lavorò a Innsbruck, poi presso l'imperial regia capitaneria di Bolzano. Dopo l'annessione all'Italia e la presa del potere fascista, amministrò i beni di famiglia.
Nel secondo dopoguerra si impegnò in politica: dal 1948 al 1952 fu consigliere provinciale e assessore all'agricoltura con la SVP. In seguito si occupò di storia, pubblicando numerosi articoli, perlopiù sulla rivista Der Schlern.
Nel 1957 donò all'Accademia Austriaca delle Scienze la propria collezione di libri (circa 12.000 volumi) e opere grafiche (un migliaio circa) dedicate quasi esclusivamente al Tirolo, a condizione che questa fosse ampliata costantemente e accessibile al pubblico a Bolzano.
Dopo la morte di Tessmann, avvenuta nel 1958, l'Accademia diede da amministrare la collezione alla piccola biblioteca del Südtiroler Kulturinstitut, l'istituto di cultura altoatesina di lingua tedesca. Quando, nel 1982, fu creata la Biblioteca provinciale di Bolzano (che a Friedrich Tessmann è intitolata), il Südtiroler Kulturinstitut cedette a essa il proprio patrimonio librario, e l'Accademia Austriaca delle Scienze le affidò la gestione del fondo Tessmann.